# Biledžik (provincie)
Provincie Biledžik je tureckou provincií, nachází se na středozápadě Turecka. Sousedí s Burskou provincií na západě, Kocaeliskou a Sakaryjskou na severu, Bolskou na východě a Kütahyanskou provincií na jihu. Její rozloha je 4 307 km2, populaci tvořilo v roce 2000 198 809 obyvatel. Hlavním městem provincie je Biledžik.

## Administrativní členění
Bilecikská provincie se administrativně člení na 8 distriktů:
- Biledžik
- Bozüyük
- Gölpazarı
- İnhisar
- Osmaneli
- Pazaryeri
- Söğüt
- Yenipazar

## Historie
Provincie Biledžik byla obývána už kolem roku 3 000 před občanským letopočtem. Provincie byla částí teritoria, jež kontrolovalo mnoho národů jako Chetité (1400 - 1200 př. n. l.), Frýgové (1200–676 př. n. l.), Peršané (546–334 n. l.) nebo Římané (Římská i Byzantská říše). Provincie je proto místem s mnoha památkami a jinými archeologicky cennými artefakty.